# 勝央町

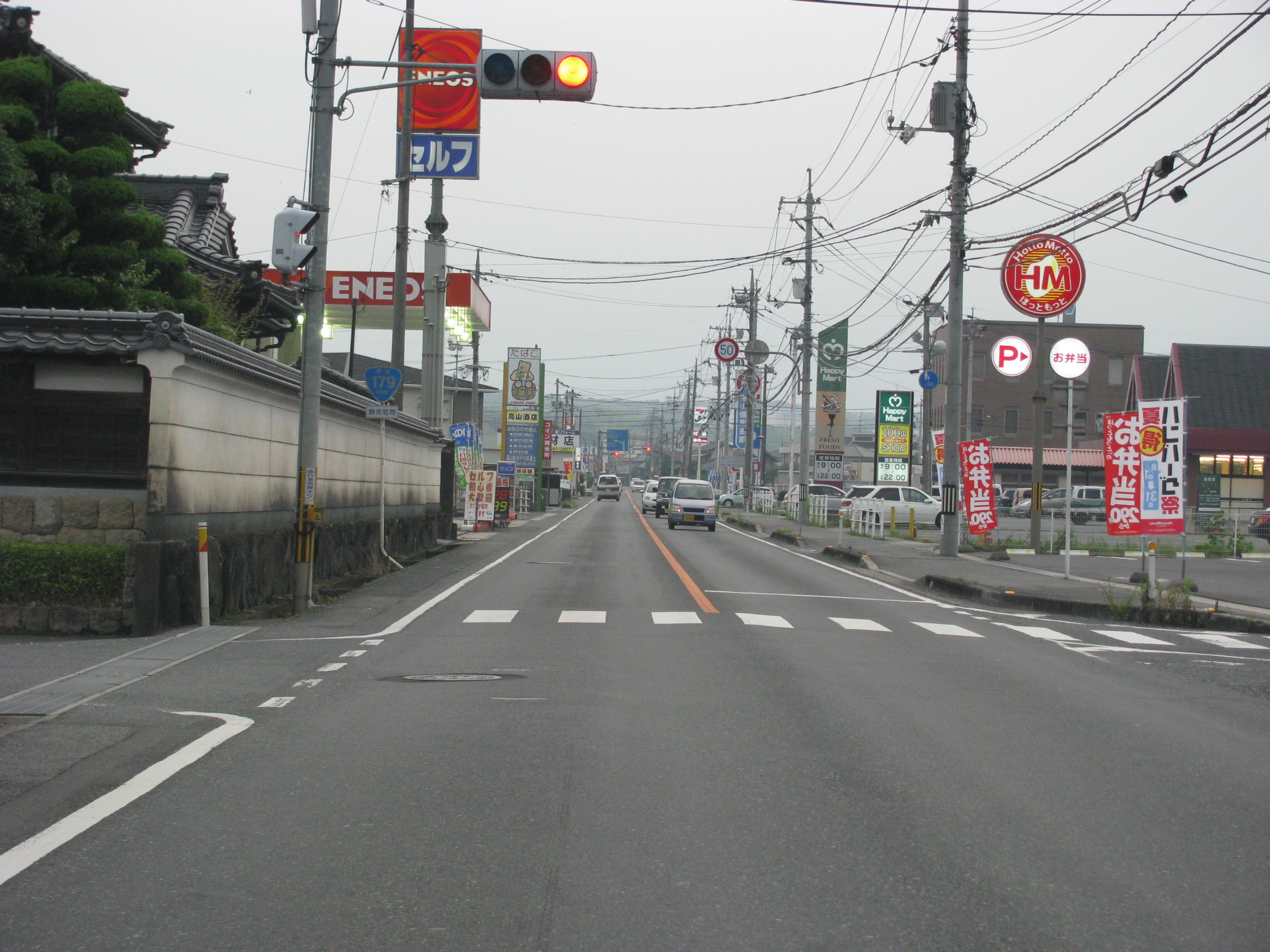
勝央町中心部の国道179号

勝央町（しょうおうちょう）は、岡山県の北東部に位置する町。坂田金時終焉の地として知られる。町名の由来は、勝田郡の中心を自負して命名された。

## 地理
中国山地の南部に位置し、丘陵と山林が大半を占める。町の中心にあたる勝間田はかつて出雲往来の美作7駅の1つとして繁栄した。
- 河川: 滝川

### 隣接している自治体
- 津山市、美作市、勝田郡奈義町、久米郡美咲町

## 歴史
- 1954年（昭和29年）3月、勝間田町・植月村 ・高取村・古吉野村の1町3村および吉野村の一部が合併し勝央町が誕生。
- 1955年（昭和30年）6月1日、旧高取村の内、池ヶ原・堂尾地区を津山市に編入。
- 津山市や他の勝田郡や英田郡の自治体との合併を協議したが、当面、単独での存続を決めている。

※2006年10月、町内黒土（くろつち）の大河内遺跡で西日本では類例の少ない神子柴型石斧を含む石器類が出土した。これにより、縄文時代草創期からこの土地に人が住んでいたことが明らかになった。
また勝央町は菅原姓つまり、菅家七流派である野上、植月、有元、原田などがいる。

## 行政
- 町長：水嶋　淳治（2023年9月12日就任　4期目）

## 経済

### 産業
- 主な産業：伝統的な農業では、近年黒大豆の生産に力を入れ周辺自治体と併せ岡山県の収穫高は日本一を誇るようになった。また、町の中心地である勝間田の北西部に工業団地・勝央中核工業団地（ネオパーク勝央）を擁し大手企業が進出してきている。
- 農業特産品：黒大豆、梨、桃、栗、ブドウ
- 主な企業：大正製薬、東和薬品、小川香料、クリナップ、日本ペイント・サーフケミカルズ、フクシマガリレイ、日本クロージャー、キングジムなど

## 姉妹都市・提携都市

### 国内
- 小山町（静岡県駿東郡）
  - 1973年11月24日姉妹都市提携

## 地域

### 人口
| |                                        |  |
| 勝央町と全国の年齢別人口分布（2005年） | 勝央町の年齢・男女別人口分布（2005年） |  |
| ■紫色 ― 勝央町 ■緑色 ― 日本全国 | ■青色 ― 男性 ■赤色 ― 女性              |  |
| 勝央町（に相当する地域）の人口の推移 \| 1970年（昭和45年） \| 10,773人 \| \| \| 1975年（昭和50年） \| 10,445人 \| \| \| 1980年（昭和55年） \| 10,382人 \| \| \| 1985年（昭和60年） \| 11,469人 \| \| \| 1990年（平成2年） \| 11,539人 \| \| \| 1995年（平成7年） \| 11,669人 \| \| \| 2000年（平成12年） \| 11,428人 \| \| \| 2005年（平成17年） \| 11,263人 \| \| \| 2010年（平成22年） \| 11,195人 \| \| \| 2015年（平成27年） \| 11,125人 \| \| \| 2020年（令和2年） \| 10,888人 \| \| |                                        |  |
| 総務省統計局 国勢調査より |                                        |  |
| 1970年（昭和45年） | 10,773人                               |  |
| 1975年（昭和50年） | 10,445人                               |  |
| 1980年（昭和55年） | 10,382人                               |  |
| 1985年（昭和60年） | 11,469人                               |  |
| 1990年（平成2年） | 11,539人                               |  |
| 1995年（平成7年） | 11,669人                               |  |
| 2000年（平成12年） | 11,428人                               |  |
| 2005年（平成17年） | 11,263人                               |  |
| 2010年（平成22年） | 11,195人                               |  |
| 2015年（平成27年） | 11,125人                               |  |
| 2020年（令和2年） | 10,888人                               |  |

### 教育
- 勝央町立勝央北小学校
- 勝央町立勝間田小学校
- 勝央町立勝央中学校
- 岡山県立勝間田高等学校

## 交通

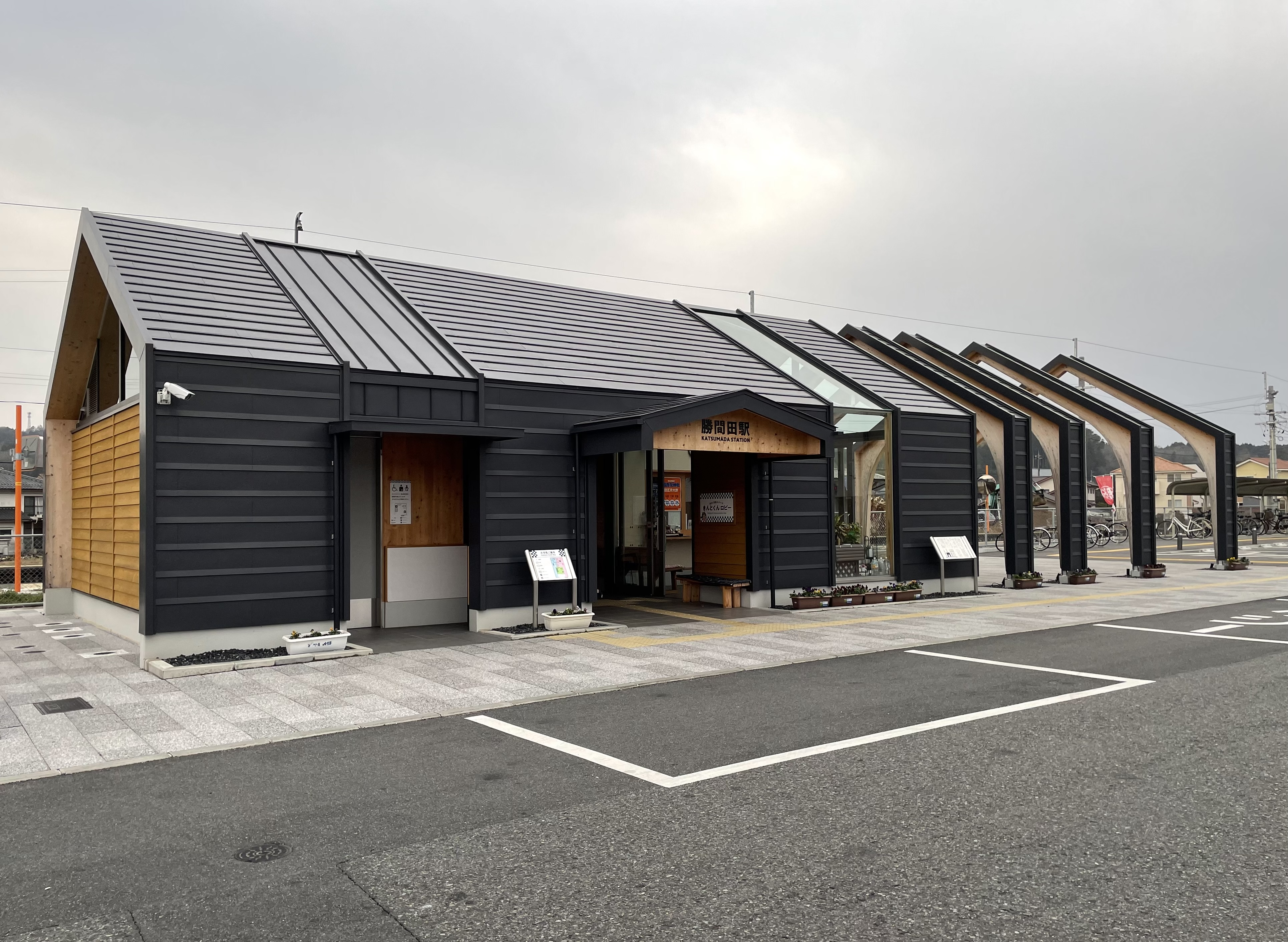
勝間田駅

### 鉄道路線
- 西日本旅客鉄道（JR西日本）
  -  姫新線：勝間田駅 - 西勝間田駅
  - 中心となる駅：勝間田駅

### バス

#### 高速バス
- 中国ハイウェイバス（西日本ジェイアールバス、神姫バス）
  - 津山駅 - 津山IC - 中国勝間田 - 美作IC - 新大阪駅 - 大阪駅 - ユニバーサルスタジオジャパン

#### 一般路線バス
- 美作共同バス
- 中鉄北部バス（勝間田駅前線）
- 美作市営勝田バス
- なぎバス
- 勝央町ふれあいバス

### 道路
高速道路
- 町内を通る高速道路
  - E2A 中国自動車道　勝央SA、勝間田BS
  - 美作岡山道路　勝央IC
- 最寄りのインターチェンジ
  - E2A 中国自動車道　津山IC、美作IC
  - 美作岡山道路　勝央IC

一般国道
- 町内を走る一般国道：国道179号、国道429号

都道府県道
- 町内を走る県道：
  - 岡山県道52号勝央仁堀中線
  - 岡山県道67号勝央勝北線
  - 岡山県道209号勝間田停車場線
  - 岡山県道353号石生奈義線
  - 岡山県道354号馬橋平福線
  - 岡山県道355号豊久田平線
  - 岡山県道361号畑沖勝間田線
  - 岡山県道415号工門勝央線

## 名所・旧跡・観光スポット・祭事・催事

### 名所・旧跡・観光スポット
- 旧出雲街道勝間田宿
- 旧勝田郡役所庁舎
- 栗柄神社（坂田金時を祀る神社）
- 勝間田神社
- おかやまファーマーズ・マーケット ノースヴィレッジ

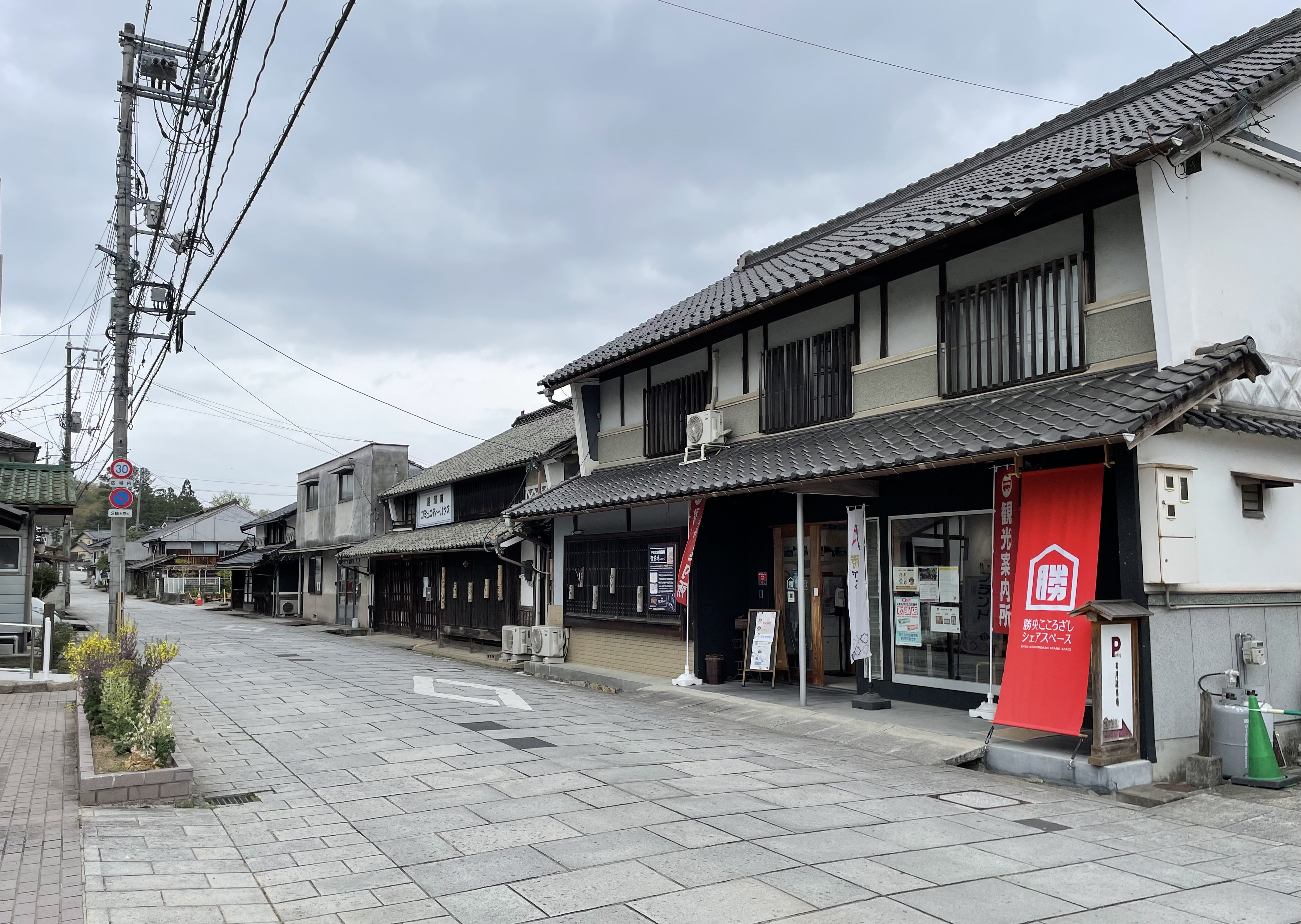
旧出雲街道勝間田宿の町並み
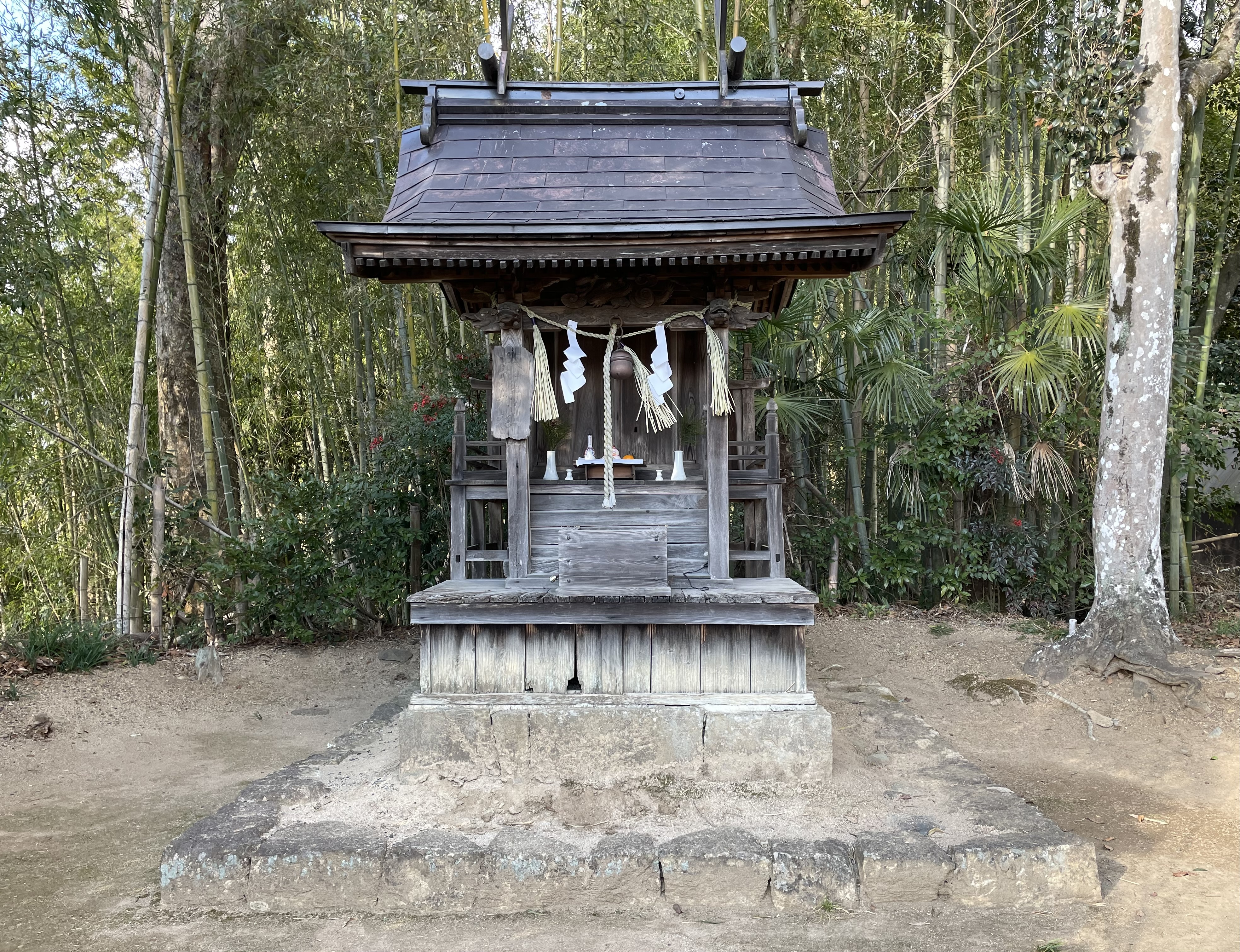
栗柄神社（坂田金時を祀る神社）

### 祭事・催事
- 勝間田天神祭（毎年7月23日・24日・25日）
- 金時祭（毎年10月上旬）

## 出身有名人
- BOSE（ミュージシャン・スチャダラパー MC担当）
- 濱田俊郎（弁護士、最高裁判所司法研修所教官、電通監査役、小説家）
- 粟井理菜（主に島根県松江市で活躍するシンガーソングライター）
- 古村貢三郎（政治家、第4代愛知県瀬戸市長）
- 可児藤吉（河川形態型を提唱した、世界的生態学者。京都帝国大学で研究中、徴兵にてサイパンにて戦死。現在の生態学は可児の業績なくして考えられない）
- 森一兵（ジャーナリスト、写真家）
- 木村毅（文学者）
- 額田六福（劇作家）
- 福島金一郎（画家）
- 赤堀佐兵（画家）

## ゆかりの人物
- 坂田金時 - 終焉の地として知られる。
- 山本良仙（天台宗の僧）- 廃仏毀釈により荒廃した植月村の寺院の再興に尽力した。